# Abura-Dunkwa

Abura-Dunkwa är en ort i södra Ghana. Den är huvudort för distriktet Abura-Asebu-Kwamankese, och folkmängden uppgick till 11 077 invånare vid folkräkningen 2010. Vid påsk hålls Odumkwaafestivalen i Abura-Dunkwa.